# Paratrytone
Paratrytone is een geslacht van vlinders uit de familie van de dikkopjes (Hesperiidae). De wetenschappelijke naam van de soort is voor het eerst geldig gepubliceerd in 1900 door Frederick DuCane Godman. Hij beschreef twee soorten uit Mexico: Paratrytone rhexenor en Paratrytone polyclea.

## Soorten
- Paratrytone aphractoia
- Paratrytone argentea
- Paratrytone barroni
- Paratrytone browni
- Paratrytone capta
- Paratrytone decepta
- Paratrytone gala
- Paratrytone kemneri
- Paratrytone omiltemensis
- Paratrytone pilza
- Paratrytone polyclea
- Paratrytone raspa
- Paratrytone rhexenor
- Paratrytone snowi